# NGC 3419A
NGC 3419A is een balkspiraalstelsel in het sterrenbeeld Leeuw. Het hemelobject werd op 1 april 1864 ontdekt door de Duitse astronoom Albert Marth.

## Synoniemen
- UGC 5965
- MCG 2-28-19
- ZWG 66.42
- FGC 1141
- PGC 32540